# آنگران سوم
آنگران سوم (فرانسوی: Enguerrand III‎) (۱۲۴۲–۱۱۸۲) سنیور کوسی در پیکاردی در شمال پادشاهی فرانسه از سال ۱۱۹۱ میلادی تا هنگام مرگش در سال ۱۲۴۲ میلادی بود.
جایگاه او در رده‌بندی حاکمان فئودالی معادل بارون بود.

## زندگی‌نامه
آنگران سوم از طریق مادر خود، آلیکس دو درو، تبار سلطنتی داشت و از نسل فیلیپ یکم، پادشاه فرانسه به حساب می‌آمد.
او در طول دوران حاکمیتش سنیور کوسی، سن-گوبن، لا فر، ماری، فلومبره، مونمیرای، اَسی، اُوازی، کرِوِکور، لا فرته-اوکول و لا فرته-گوش، ویکنت مو و قلعه‌دار کامبره بود.
کار ساخت قلعه کوسی با مساحتی بیش از ۸ هزار متر مربع در دوران زمام‌داری آنگران سوم در مدت زمان نسبتاً کوتاه هفت ساله انجام گرفت. این قلعه دارای بزرگ‌ترین برجک دفاعی در تمام اروپا بود.
علاوه بر قلعه کوسی او شش قلعه دیگر در اراضی زیر سلطه خود ساخت یا مرمت کرد.
آنگران سوم در سرکوب جنبش کاتاری موسوم به جنگ صلیبی آلبیژوآ در جنوب فرانسه مشارکت نمود و همانند توما، جد خود در بسیاری از جنگ‌های دیگر حضور یافت و دست به اقدامات تخریب گرانه زد. از این رو به شکایت اسقف اعظم رِن، او نیز مانند توما، از طرف کلیسای کاتولیک تکفیر شد.
عواقب قطع رابطه با کلیسای کاتولیک و آثار سو تکفیر، آنگران سوم را سال ۱۲۱۹ میلادی مجبور به کنار آمدن و توبه و استغفار نزد کلیسا کرد.
با این وجود او باز هم دست از جاه‌طلبی نکشید. بر اساس گزارشی، آنگران سوم در سال ۱۲۱۶ میلادی در مقام سنیوری، سی شوالیه در خدمت خود داشت در حالیکه، با مقامی به مراتب بالاتر، دوک آنژو سی و چهار و دوک برتانی سی و شش شوالیه در اختیار داشتند. در این شرایط اتحادیه‌ای مشتکل از چند فئودال را علیه لوئی نهم، پادشاه خردسال فرانسه رهبری کرد. عده‌ای قصد اصلی او را نشستن بر تخت سلطنت دانسته و عظمت قلعه کوسی را که به قصد سرکشی، قلعه لوور پاریس را به زیر سایه خود کشیده و احتمالاً به جهت پیشبینی رویارویی با پادشاه ساخته شده بود، بدان مرتبط دیده‌اند. مادر پادشاه به عنوان نایب السلطنه در مقابل این تهدید ایستادگی کرد.

### ازدواج
یکی دیگر از راه‌های آنگران برای رسیدن به اعتبار و دستیابی به مقاصد خود، برقراری ازدواج با نجیب‌زادگان بود. همسران اول و سوم او از نجیب‌زادگان محلی بودند که اراضی بیشتری در پیکاردی برای او به ارمغان آوردند. همسر دوم او، ماتیلد فن زاکسن (مائو دو ساکس)، دختر هاینریش سوم، هرتسوگ زاکسن، نوه هنری دوم، پادشاه انگلستان و الینور، دوشس آکیتن، خواهر زاده ریچارد شیردل و خواهر اتوی چهارم، امپراتور مقدس روم بود.
یکی از دختران او نیز با الکساندر دوم، پادشاه اسکاتلند ازدواج نمود.

## مرگ و جانشینی
آنگران سوم نهایتاً در سال ۱۲۴۲ میلادی در حادثه‌ای به شدت از اسبش سقوط کرد و با فرورفتن شمشیر خودش در بدنش کشته شد. با مرگ او، رائول دوم، پسرش بر جای پدر تکیه زد.